# Оук Брук (Илиноис)
Оук Брук (енгл. Oak Brook) град је у америчкој савезној држави Илиноис.

## Демографија
По попису из 2010. године број становника је 7.883, што је 819 (-9,4%) становника мање него 2000. године.
| Група             | 2000.         | 2010.         |
| Белци             | 6.480 (74,5%) | 5.395 (68,4%) |
| Афроамериканци    | 119 (1,4%)    | 155 (2,0%)    |
| Азијати           | 1.750 (20,1%) | 1.832 (23,2%) |
| Хиспаноамериканци | 208 (2,4%)    | 339 (4,3%)    |
| Укупно            | 8.702         | 7.883         |